# Alcohol cetílico
El alcohol cetílico, también conocido como 1-hexadecanol o  alcohol palmitílico, es un alcohol graso con la fórmula molecular CH3 (CH2)15OH. A temperatura ambiente el alcohol cetílico toma la forma de cera blanca o en copos. Es una substancia semisólida de consistencia pastosa.
El nombre cetílico se deriva del aceite de ballena (en latín: Cetus) de la que fue aislado por primera vez.
Por oxidación se convierte en ácido palmítico.

## Historia
Fue descubierto en 1817 por el químico francés Michel Chevreul al calentar espermaceti, una sustancia cerosa obtenida a partir del esperma de ballena, con hidróxido de potasio.

## Producción
Con la desaparición mercantil de la caza de ballenas, el alcohol cetílico se produce por hidrogenación de aceites vegetales como el aceite de palma y  de aceite de coco.

## Utilización
Alcohol cetílico se utiliza en la industria cosmética como un opacificante en champú s, o como un emoliente, emulsionante o agente espesante en la fabricación de cremas para la piel y lociones También se emplea como un lubricante para tornillos y tuercas.

## Efectos secundarios
Las personas que sufren de eczema pueden ser sensibles a esta sustancia química.